# Кургузов, Иван Ефимович
Иван Ефимович Кургузов (15 [28] марта 1914, Мигалиха, Нижегородская губерния — 21 июля 1996, Нижний Новгород) — командир орудия артиллерийской батареи стрелкового батальона 29-й гвардейской мотострелковой бригады 10-го гвардейского Уральского добровольческого танкового корпуса 4-й танковой армии 1-го Украинского фронта, гвардии старший сержант.

## Биография
Родился 15 марта 1914 года в деревне Мигалиха Дальнеконстантиновского района Нижегородской области в крестьянской семье.
Окончил 5 классов. Был рабочим на строительстве Горьковского автомобильного завода.
В Красной Армии с 1936 по 1938 годы, с 1939 по 1940 годы и с 1941 года. Участник боев у озера Хасан в 1938 году и советско-финляндской войны 1939-40 годов. На фронте в Великую Отечественную войну с августа 1941 года.
Командир орудия артиллерийской батареи стрелкового батальона гвардии старший сержант Иван Кургузов, следуя в боевых порядках пехоты, бою за город Каменец-Подольский Хмельницкой области Украины 25 марта 1944 года поразил вражеский наблюдательный пункт и пулемётную точку, а при отступлении противников из города гвардии старший сержант Кургузов огнём из орудия уничтожил ещё до отделения пехоты.
За мужество и отвагу, проявленные в боях, 22 июня 1944 года гвардии старший сержант Кургузов Иван Ефимович награждён орденом Славы 3-й степени.
При отражении контратаки у населённого пункта Пежхница, расположенного в десяти километрах юго-восточнее польского города Кельце, 13 января 1945 года командир орудия артиллерийской батареи стрелкового батальона гвардии старший сержант Иван Кургузов прямой наводкой подбил головной танк, после чего остальные семь вражеских танков повернули назад.
За мужество и отвагу, проявленные в боях, 20 февраля 1945 года гвардии старший сержант Кургузов Иван Ефимович награждён орденом Славы 2-й степени.
В ночь на 26 января 1945 года при форсировании по льду реки Одер в районе населённого пункта Тарксдорф, расположенного в шести километрах южнее польского города Сьцинава, гвардии старший сержант Кургузов огнём из орудия поддерживал стрелковые подразделения, а при отражении контратаки противника подбил два танка и уничтожил вражеское орудие с расчётом.
За мужество и отвагу, проявленные в боях, 11 апреля 1945 года гвардии старший сержант Кургузов Иван Ефимович повторно награждён орденом Славы 2-й степени.
В 1945 году гвардии старшина Кургузов И. Е. демобилизован. Жил в городе Горький.
Указом Президиума Верховного Совета СССР от 24 октября 1966 года за образцовое выполнение заданий командования в боях с немецко-вражескими захватчиками гвардии старшина в отставке Кургузов Иван Ефимович перенаграждён орденом Славы 1-й степени, став полным кавалером ордена Славы.
До ухода на заслуженный отдых И. Е. Кургузов работал на фабрике.
В 1947 году родился его первый сын Александр, в 1953 году — второй, Владимир.
Умер 21 июля 1996 года. Похоронен в Нижнем Новгороде на Старом Автозаводском кладбище.
Награждён орденами Отечественной войны 1-й и 2-й степени, Славы 1-й, 2-й и 3-й степени, медалями.